# Pentium D
Pentium D — серия двухъядерных процессоров семейства Pentium 4 компании Intel, разработанных Центром исследований и разработок Intel в Хайфе (Израиль) и впервые продемонстрированных 25 мая 2005 года на весеннем форуме для разработчиков Intel (IDF).
Pentium D имеет микроархитектуру NetBurst, как и все модели Pentium 4. Pentium D стал первым двухъядерным процессором архитектуры x86-64, предназначенным для персональных компьютеров (буква D в названии расшифровывается как Dual, что указывает на наличие двух ядер), хотя в апреле 2003 года AMD выпустила двухъядерные процессоры серии Opteron, предназначенные для серверов. Двухъядерные процессоры других архитектур существовали и ранее, например IBM PowerPC 970MP.

## Smithfield
Процессоры были анонсированы 25 мая 2005 года. Smithfield разрабатывался в спешке. Вскоре после выхода процессора Intel это признала, поэтому процессоры на этом ядре получились не очень удачными. Ядро представляет собой два кристалла Prescott, размещенных на одной подложке. Smithfield, как и Prescott, производился по 90-нм технологии и имел все недостатки ядра Prescott. Чтобы процессор соответствовал требованиям TDP 130 Вт, было решено ограничить максимальную частоту значением 3,2 ГГц, а младшая модель имела частоту 2,6 ГГц. Это привело к низкой производительности в пересчете на ядро.
Кроме того, несмотря на пониженную частоту, наличие двух ядер приводило к очень большому тепловыделению. А ввиду того, что крайне мало программ использовало возможность распределять свои функции на несколько потоков, выгоды от использования двух ядер практически не было. По производительности последние модели на ядре Smithfield значительно отставали от последних моделей на ядре Prescott. Для установки новых процессоров требовалось покупать новую материнскую плату, так как Smithfield имел другие требования к VRM, нежели Prescott. А первые материнские платы для Smithfield работали только с памятью типа DDR2, которая зачастую была медленнее обычной DDR. Конкурентные процессоры AMD Athlon 64 X2 были лишены практически всех этих недостатков. Всё это привело к тому, что процессоры Pentium D не пользовались популярностью, в отличие от AMD Athlon 64 X2, даже несмотря на то, что те были дороже. Smithfield, как и Athlon 64 X2 обладает разделенным кэшем L2 (то есть каждое ядро обладает своим кэшем L2), это значительно упростило разработку, но немного уменьшает производительность процессора, в отличие от общего для обоих ядер кэша последнего уровня.

## Presler
Ядро Presler производилось по 65-нм технологии, это позволило поднять частоту процессоров, правда, максимальный TDP новых процессоров оставался на уровне 130 Вт (так было до выхода ревизии ядра D0, которая позволила увеличить уровень выхода годных кристаллов). Presler лишен поддержки технологии Hyper-Threading, поддерживает технологию виртуализации Vanderpool, а также C1E, EIST и TM2 (в поздних моделях на степпингах C1 и D0).
Процессоры были анонсированы во второй половине января 2006 года, хотя в японских магазинах были замечены продажи этих CPU в первых числах того же месяца. Серия этих моделей обозначалась как 9x0. Первоначально был запланирован выход моделей с номерами 920, 930, 940 и 950. А в апреле 2006 года вышла модель с номером 960, работающая на частоте 3,6 ГГц. Далее к ним добавились более дешевые модели 915 (2,8 ГГц), 925 (3,0 ГГц), 935 (3,2 ГГц) и 945 (3,4 ГГц), которые лишены поддержки Vanderpool.
Процессор на ядре Presler стал последним в линейке Pentium D. Следующим процессором стал Intel Core 2 Duo, построенный на ядре Conroe.
В 2007 году линейка Pentium D полностью снята с производства, что вызвано отказом Intel от микроархитектуры NetBurst.

## Технические характеристики различных ядер
| Параметр / Ядро                          | Smithfield                                                  | Presler |
| ---------------------------------------- | ----------------------------------------------------------- | --- |
| Разрядность регистров                    | 64 бита                                                     | 64 бита |
| Разрядность внешней шины                 | 64 бита                                                     | 64 бита |
| Дата анонса первой модели                | 25 мая 2005 года                                            | январь 2006 года |
| Выпущенные модели                        | 805 (2,66 ГГц), 820 (2,8 ГГц), 830 (3,0 ГГц), 840 (3,2 ГГц) | 915 (2,8 ГГц), 920 (2,8 ГГц), 925 (3,0 ГГц), 930 (3,0 ГГц), 935 (3,2 ГГц), 940 (3,2 ГГц), 945 (3,4 ГГц), 950 (3,4 ГГц), 960 (3,6 Ггц) |
| Эффективная частота системной шины (FSB) | 533 МГц (для модели 805), 800 МГц (для остальных моделей)   | 800 МГц |
| Размер кэша L1 (для каждого ядра)        | 16 Кбайт (для данных) + 12 тысяч операций                   | 16 Кбайт (для данных) + 12 тысяч операций                                                                                             |
| Размер кэша L2 (для каждого ядра)        | 1024 Кбайт                                                  | 2048 Кбайт |
| Номинальное напряжение питания           | 1,4 В                                                       | 1,25 — 1,4 В |
| Количество транзисторов                  | 230 млн                                                     | 376 млн. |
| Площадь кристалла                        | 206 мм²                                                     | 140 мм² |
| Максимальное TDP                         | 130 Вт                                                      | 130 Вт |
| Техпроцесс                               | 90 нм                                                       | 65 нм |
| Разъём                                   | LGA775                                                      | LGA775 |
| Корпус                                   | 775-контактный FC-LGA4                                      | 775-контактный FC-LGA4 |
| Поддерживаемые технологии                | IA-32, MMX, SSE, SSE2, SSE3, EDB, EM64T                     | IA-32, MMX, SSE, SSE2, SSE3, EDB, EM64T, VT (кроме моделей 915, 925, 935, 945)                                                        |